# Bouse
Pour les articles homonymes, voir Bouse (homonymie).
Cet article possède un paronyme, voir Booze.

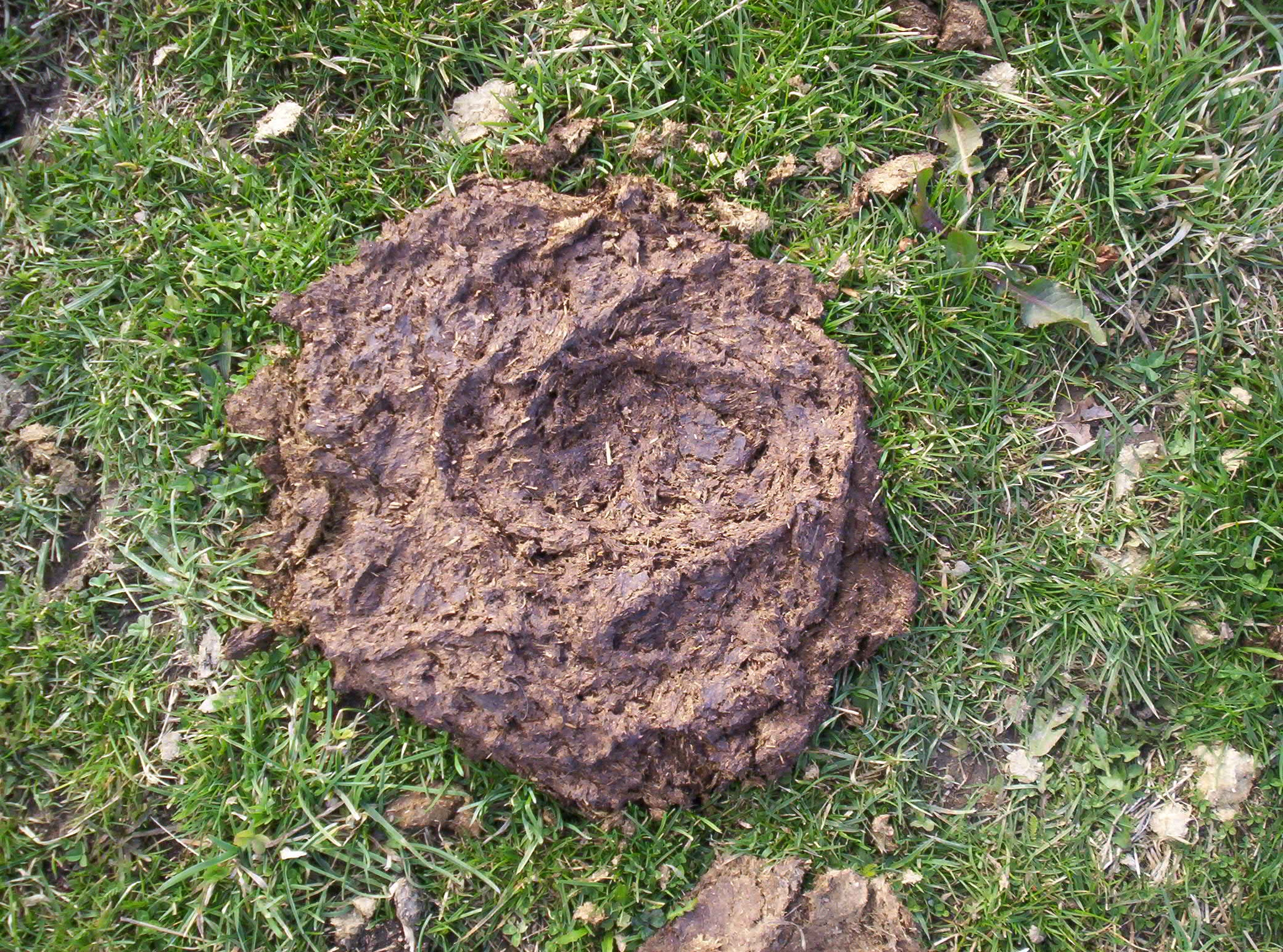
Bouse de vache sèche dans un pré.

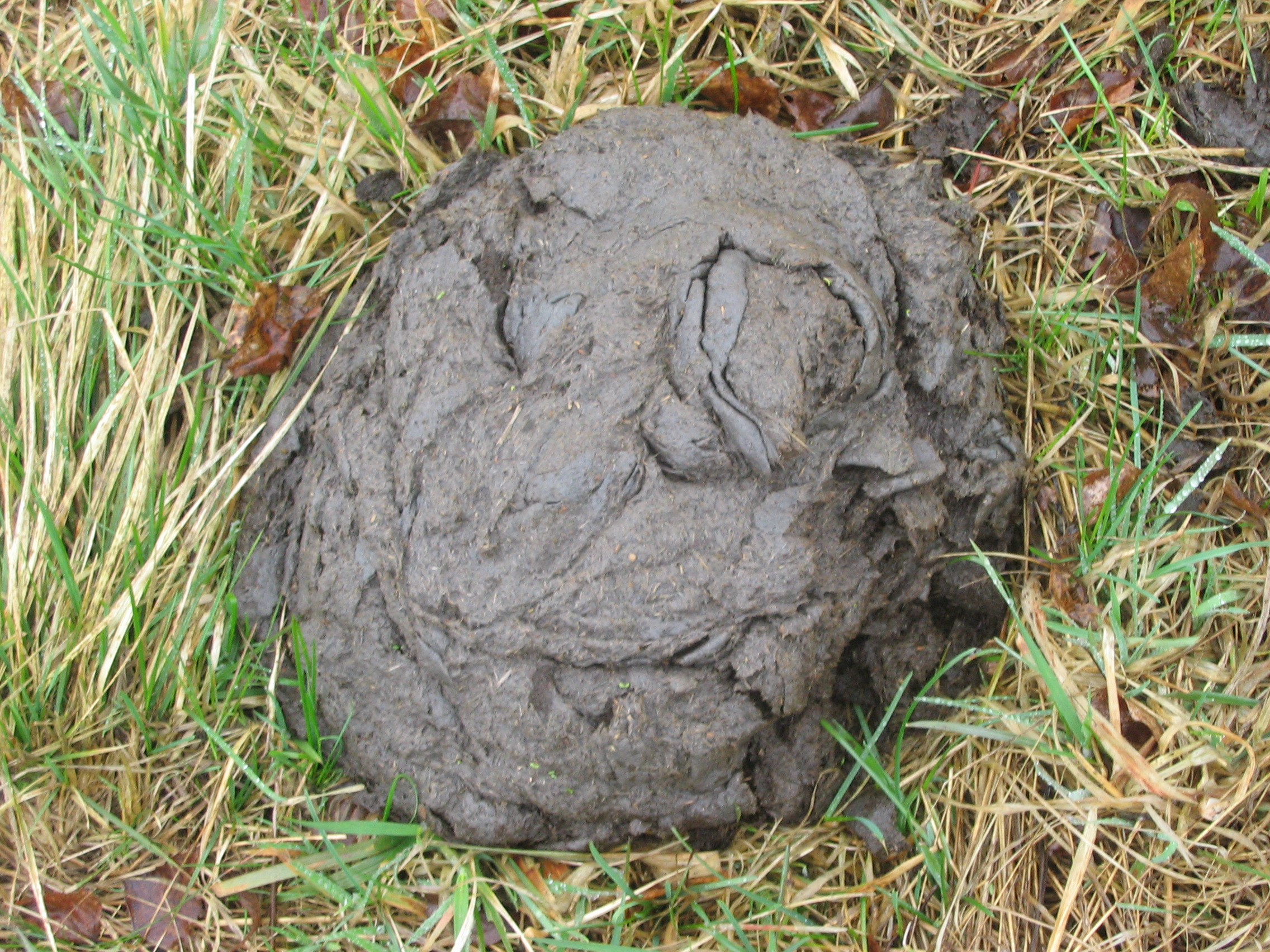
Bouse de bison, à Skupowo (forêt de Białowieża, Pologne)

La bouse est l'excrément des mammifères ruminants bovidés, comme les bœufs et les bisons. Mini-écosystème dans l'écosystème prairial (prairie, pâtures), ce fèces plus ou moins liquide (ce qui le distingue de la crotte solide) constitue une manne pour les espèces coprophages. Ces derniers recyclent les éléments biochimiques et chimiques qu'ils trouvent dans ces excréments, dont via la minéralisation, pour les réintroduire à différents niveaux de la chaîne trophique des consommateurs d'ordres successifs.
Le devenir de la bouse est lié à la nature de l'animal qui la produit (sauvage, d'élevage...), et à celle des organismes recycleurs et décomposeurs présents dans l'écosystème ou l'agroécosystème. Il existe environ 70 familles de coléoptères coprophages en Europe du Nord, chacune composée de nombreuses espèces. Certains d'entre eux sont d'ailleurs nommés bousiers par référence à leur ressource alimentaire. Le célèbre scarabée sacré de l'Égypte des pharaons est un bousier.
Partout où elle était produite, la bouse a fait partie intégrante du quotidien, notamment utilisée après séchage comme combustible (parfois dénommée « bois de vache ») pour le chauffage, ou utilisée pour la construction, l'agriculture et le jardinage, mais aussi la médecine, la magie…. Dans certaines parties du monde, elle sert encore d'ingrédient dans la fabrication de torchis ou de briques de terre crue.

## Étymologie
Selon Alain Rey, le terme de bouse « attesté depuis le début du XIIIe siècle, est d'étymologie incertaine. Une origine gauloise n'est pas impossible,le mot ayant des correspondants dans les domaines provençal, piémontais et ligure. Cependant, l'hypothèse qui en fait un mot d'origine gauloise (°bau-osa), substantivé par ellipse d'un nom désignant l'excrément (Cf.crotte, qui a les deux valeurs), fait difficulté pour la forme. L'hypothèse d'un emprunt à °bosova, dérivé du latin bos (bœuf), acceptable d'un point de vue phonétique, est peu vraisemblable morphologiquement, le suffixe -osus pouvant difficilement former un substantif désignant une matière à partir d'un nom d'animal ».

## Formation
Une vache produit environ dix tonnes de bouse chaque année. Les bovins adultes de 600 kg expulsent en temps normal environ trente à cinquante kg d’excréments par jour (ces écarts étant dus aux rations alimentaires, aux températures et à l'humidité de l'environnement), en dix à vingt fois. Une vache adulte produit en moyenne douze bouses par jour (d'environ 3 kg chacune).
Les bouses sont constituées de 80 à 90 % d’eau. La matière sèche est constituée d'éléments non digérés, c'est-à-dire ayant échappé à la dégradation opérée par les microbes du rumen, à la digestion dans la caillette et à la fermentation microbienne dans le gros intestin (lignine et cellulose qui composent 90 % de la matière sèche de l'herbe se retrouvent sous forme de paillettes d'herbes pâles). De plus, on retrouve dans les bouses des éléments endogènes, comme les sucs digestifs, les débris cellulaires ou les micro-organismes du rumen. La quantité de matière sèche issue de l'alimentation varie suivant la digestibilité des aliments.

## Dans l'écosystème
À titre d'exemple, la bouse des éléphants forestiers joue un rôle écologique très important dans la forêt, notamment pour la dispersion des graines de plantes de milieux ouverts et forestiers. De nombreux autres herbivores déposent durant leurs parcours des excréments riche en graines prêtes à germer. Ces graines provenant notamment des plantes qu'ils mangent, ils entretiennent ainsi leurs ressources alimentaires. Compte tenu de l'étendue des domaines vitaux de nombreux herbivores, les espèces végétales et une partie de leur cortège fongique et microbien peuvent ainsi être dispersées très loin. Quand une bouse est déposée, les graines sont semées et se transforment en nouvelles herbes, buissons, arbres et fournissent un abri et de la nourriture à de nombreuses autres espèces, améliorant la santé de l'écosystème[réf. nécessaire]. Les bouses sont depuis longtemps utilisées pour praliner[Quoi ?] les racines de jeunes arbres à planter.
Dans les années 1960, on estimait généralement qu'une forte densité d'herbivores était la cause de phénomènes d'érosion et dégradation croissante des sols de plus en plus fréquents (en Afrique notamment). L'écologue sud-africain Allan Savory a recommandé dans des réserves naturelles d'ex-Rhodésie (se trouvant aujourd'hui en Zambie) l'abattage de 40 000 des éléphants vivant en Rhodésie. Après que cette recommandation a été, selon lui, validées par un comité de scientifiques, quarante mille éléphants ont effectivement été abattus par le gouvernement. Cependant l'effet attendu ne s'est pas produit : les sols concernées sont devenues encore plus arides, et à un rythme encore plus élevé ; jusqu'à perdre presque toute leur végétation. Allan Savory a ensuite regretté ce massacre inutile et contre-productif,; Il a finalement conclu de ses retours d'expérience que dans de bonne conditions, le broutage et pâturage, notamment par de grands herbivores de la faune sauvages, au lieu de contribuer à la désertification comme on le pensait généralement, pourrait au contraire, à certaines conditions, être un facteur la limitant de l'érosion et dégradation des sol, et ceci notamment grâce aux bouses déféquées par les herbivores. Ainsi, en Afrique, les troupeaux sauvages constituent des troupeaux denses et multi-espèces au sein desquels ils se défendent mieux contre la prédation. Ces troupeaux doivent régulièrement se déplacer (ce qui limite le risque de surpâturage). Ainsi, quand les éléphants et d'autres troupeaux d'animaux paissent et passent la nuit quelque part, là, ils urinent, défèquent et piétinent le sol tout en l'enrichissant, ce qui va entretenir, voire améliorer, la réserve en eau des sols. Les bouses d'éléphant permettent, après leur dépôt, à la végétation de se réimplanter, de croître et de fixer et protéger les sols. Avec son épouse Jody Butterfield, Allan Savory a théorisé ces idées dans un livre intitulé Holistic Management: A New Decision Making Framework.

## Utilisations

### Métallurgie
La bouse a été utilisée dès l'âge du bronze pour la fabrication des moules en terre. En effet, elle contient de la paille qui brûle lors de la coulée du métal et qui laisse des canaux permettant l'évacuation des gaz. Cette technique s'est transmise aux fondeurs de cloche et est encore parfois utilisée pour la fonderie traditionnelle de fonte.

### Fertilisation

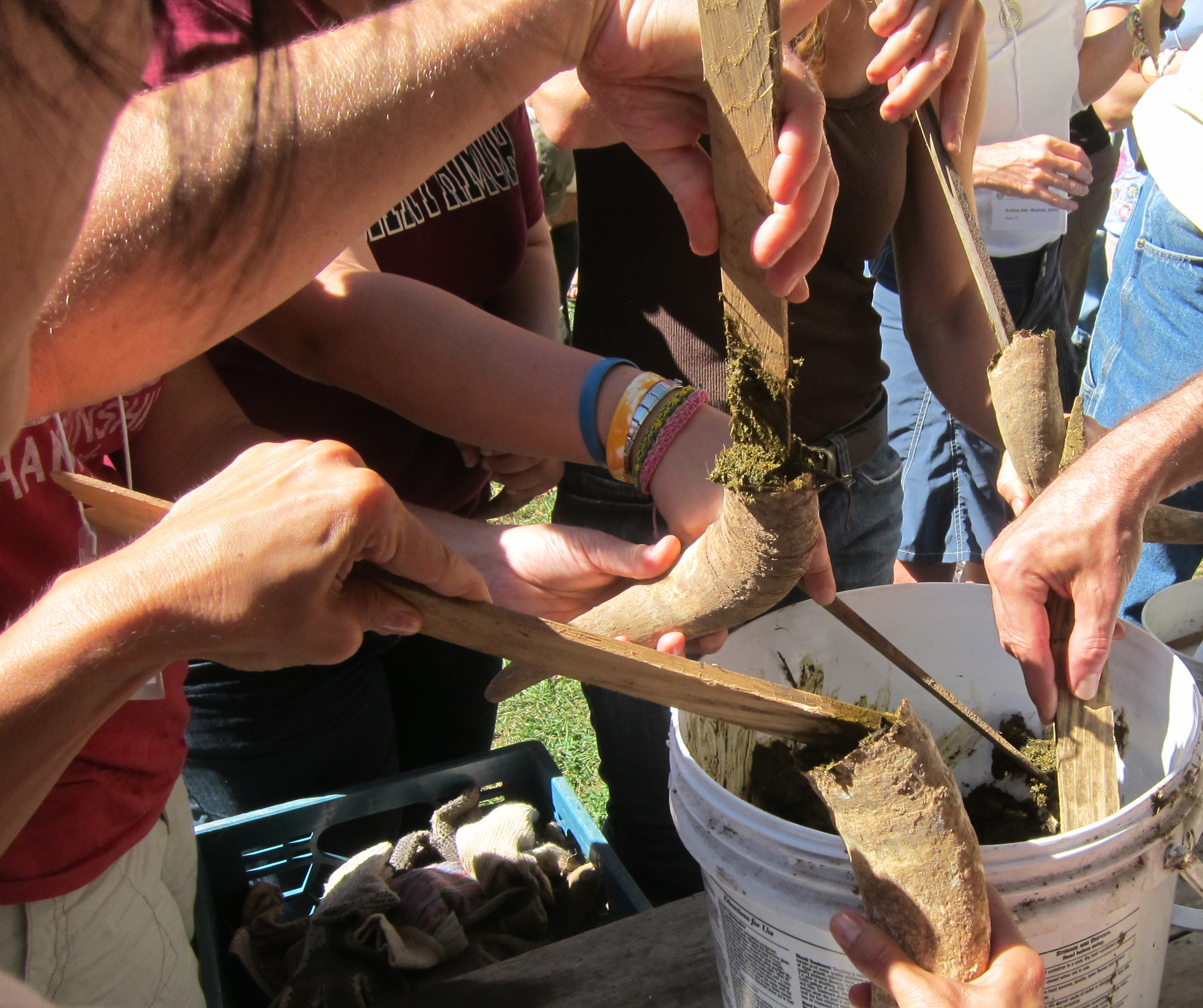
Préparation de la bouse de corne utilisée en agriculture biodynamique.

L'Égypte antique a vénéré plusieurs espèces de bousiers, en particulier le Bousier sacré. Le sol de la vallée du Nil était en effet enrichi tous les ans en éléments fertilisants (phosphore, potasse), mais l'azote lui faisait défaut. L'agriculteur rémunérait le pasteur pour bénéficier de la bouse des animaux qui apportait cet élément azoté. Les Égyptiens avaient probablement compris le rôle des scarabées qui fertilisaient le sol en dégradant et enfouissant les bouses. De plus, les Égyptiens pensaient que les ruminants transféraient leur puissance sacrée (fécondité de la vache, pouvoir créateur du bélier, force du taureau) aux bousiers qui se chargeaient de leurs excréments. Enfin, le scarabée, en roulant sa boule de bouse, était associé au dieu primordial Khépri qui pousse devant lui le disque solaire. Une analogie a aussi pu être faite par les Égyptiens entre la coupe d'une bouse qui ressemble à une pyramide tronquée, la forme de la colline primordiale où avait eu lieu la théophanie de ce dieu et la nymphe du scarabée dans la bouse qui évoque une momie.
La bouse de vache est un amendement fibreux et un engrais naturel très performant, utilisé dans tous les pays où sont élevés les bovins. Souvent, c'est le fumier, mélange de bouse et de paille (ou bois déchiqueté, rameaux de buis, etc.) issue des étables, qui est épandu dans les champs et prés pour fertiliser les sols. C'est un produit agricole recherché dans le jardinage car il peut entrer dans la constitution du pralin dans lequel on trempe les racines d'arbres et d'arbustes avant de les planter. La bouse de vache sert également pour la réalisation de la « bouse de corne » ou « préparation 500 » utilisée en agriculture biodynamique.

### Construction (isolant)
Sur les hauts plateaux tibétains la bouse de Yak est utilisée dans la construction (forme de pisé), autant pour le bâti que comme isolant.

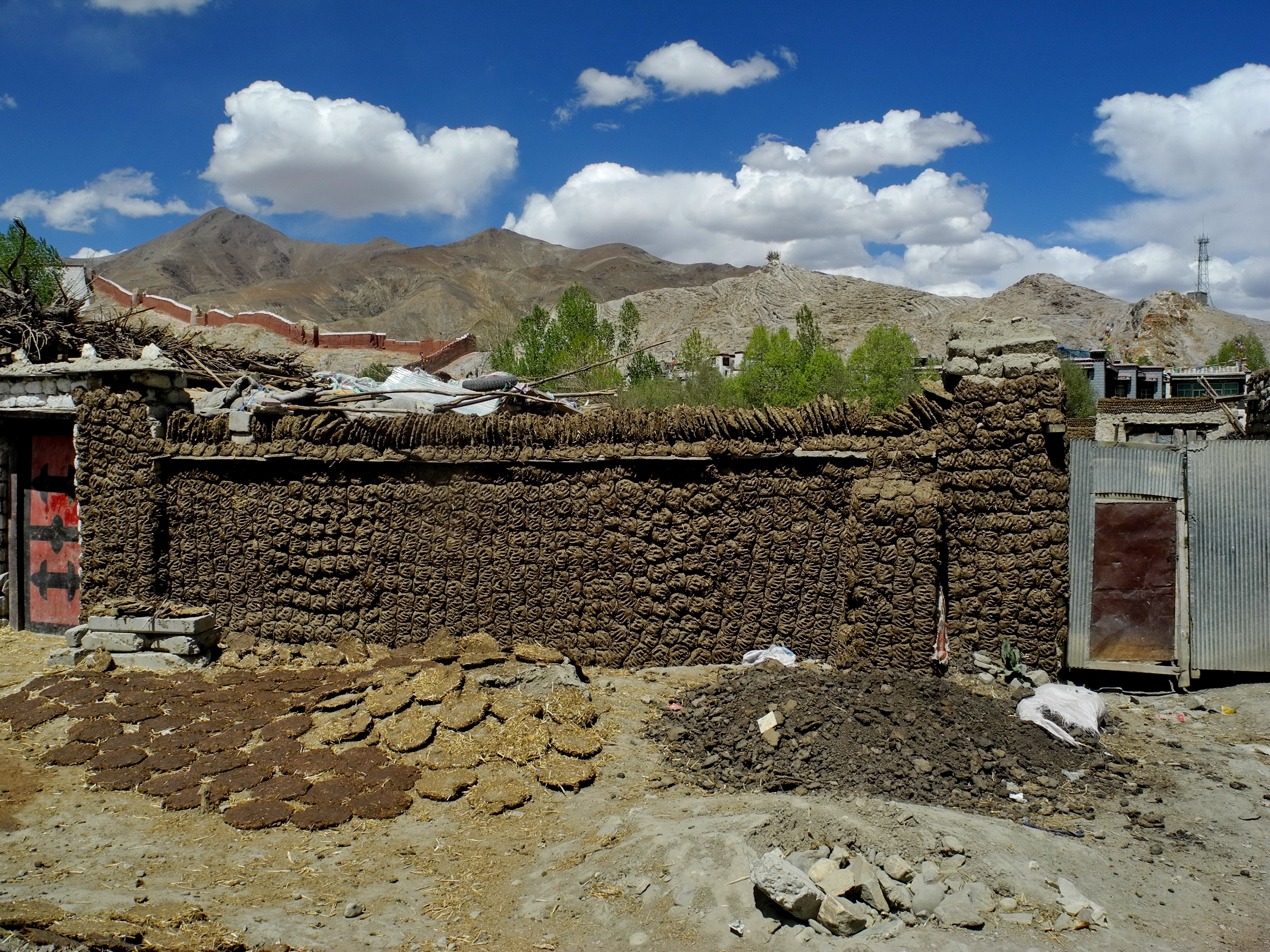
Mur parementé de bouse de yak.

### Source d'énergie

#### Le chauffage

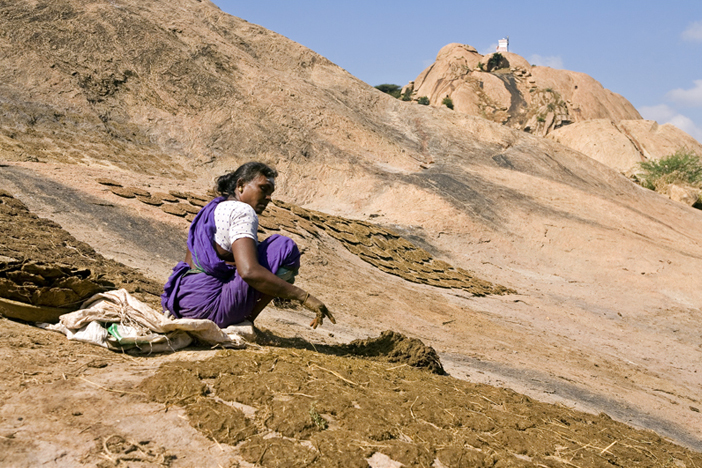
Bouses de vaches séchant afin de servir de combustible.

La bouse séchée a une valeur énergétique comparable à celle du bois et peut devenir une ressource importante, un animal en bonne santé pouvant produire annuellement un poids de bouse séchée équivalent à quatre ou cinq fois celui de son corps.
L'utilisation de la bouse sèche de bovidés (bisons et aurochs) comme combustible existait probablement dès le paléolithique. Durant l'Antiquité, ce combustible était important dans les régions où la ressource de bois était rare. On raconte que le prophète Ézéchiel utilisa de la bouse de vache pour faire cuire le pain des juifs, ainsi que Jéhovah lui avait demandé. Au cours des siècles, cet usage a persisté, par exemple à travers les glaoued ou les bousats des Bretons et les bousettes des Vendéens qui servaient de réserve d'énergie pour la mauvaise saison. À Bonneval-sur-Arc, en Savoie, les habitants découpaient des briquettes constituées de bouse et de foin ou d'aiguilles de pin qu'ils faisaient sécher pour l'hiver. Cet usage est encore répandu en Inde, ou au Pérou où les bouses sont appelées « bois de vache ».
En Inde, l'usage des bouses comme combustible a été signalé pour la première fois à la fin du XVe siècle. Il s'est répandu pour faire face à la rareté et au coût élevé du bois dans certaines régions du nord de l'Inde. Dans certains villages, la bouse semble être la principale production des bovins, et demande un travail important généralement effectué par les femmes. Dans le Haryana, les bouses sont recueillies dans les chemins, les champs ou les étables, puis sont pétries à deux mains en les mêlant avec de la paille. Les boules ainsi constituées sont ensuite aplaties sur le sol pour former des bousats qui seront mis à sécher sur les murs, les terrasses ou le sol. Une fois secs, les bousats pourront être utilisés pour faire cuire les aliments ou d'autres usages domestiques. Les bouses ont une réelle valeur en Inde et elles peuvent faire l'objet d'échanges marchands.
Au Tibet, la bouse de yak est utilisée comme combustible.

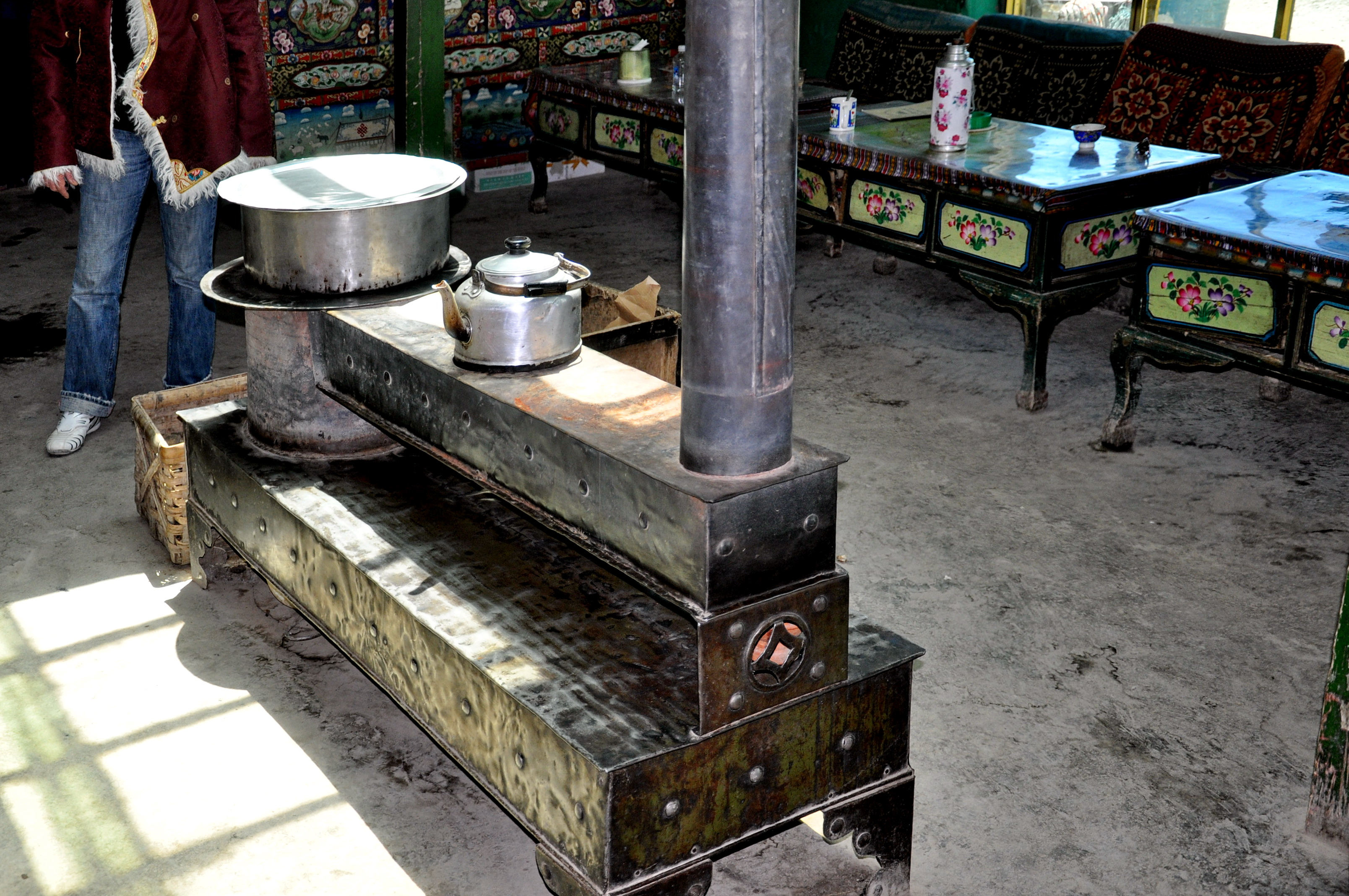
Cuisinière tibétaine alimentée en boulettes de bouse de yaks.

#### Laméthanisation
Les avancées technologiques ont ouvert une nouvelle voie dans la production d'énergie avec la mise au point du procédé de méthanisation. En faisant fermenter les bouses de vache, il y a libération de méthane qui peut être récupéré pour produire de l'électricité[réf. nécessaire].

#### Source d'élevage d'insectes
Des bouses ont été testées comme source de nutrition pour l'élevage d'asticots.

### Médecine traditionnelle
La bouse est un élément de la pharmacie excrémentielle (de). Son application soulageait des brûlures, plaies et piqûres, la névralgie sciatique et la goutte. Cette pratique est liée aux propriétés antiseptiques que l'on prête à la bouse, qui justifient également l'usage d'en tapisser les murs et le sol, répandu en Inde.

### Autres utilisations
- Des chercheurs japonais ont mis au point un protocole de synthèse, à moindre coût, de vanilline à partir de bouse de vache chauffée puis pressurisée. Si son utilisation pourrait être refusée pour la fabrication de produits alimentaires, elle pourrait être utilisée pour parfumer divers produits (ex. : bougies aromatiques, shampoings…)[21]
- Dans certaines régions, comme dans la région Jbâla au Maroc, la bouse sert ou servait à fabriquer des récipients[22].

### La bouse dans la culture populaire
Un championnat du monde de lancer de bouse se tient à Beaver dans l'Oklahoma.
Le 4 juillet 2015, s'est tenu le premier championnat de France de lancer de bouses de vaches (sèches), à Vaugneray, près de Lyon. Depuis il a lieu le premier ou le deuxième weekend du mois de juillet. Cet évènement fait partie d'une journée éco-festive. L'édition 2017 s'est tenue le samedi 8 juillet, avec presque 200 lanceurs.

## Un milieu propice à la vie

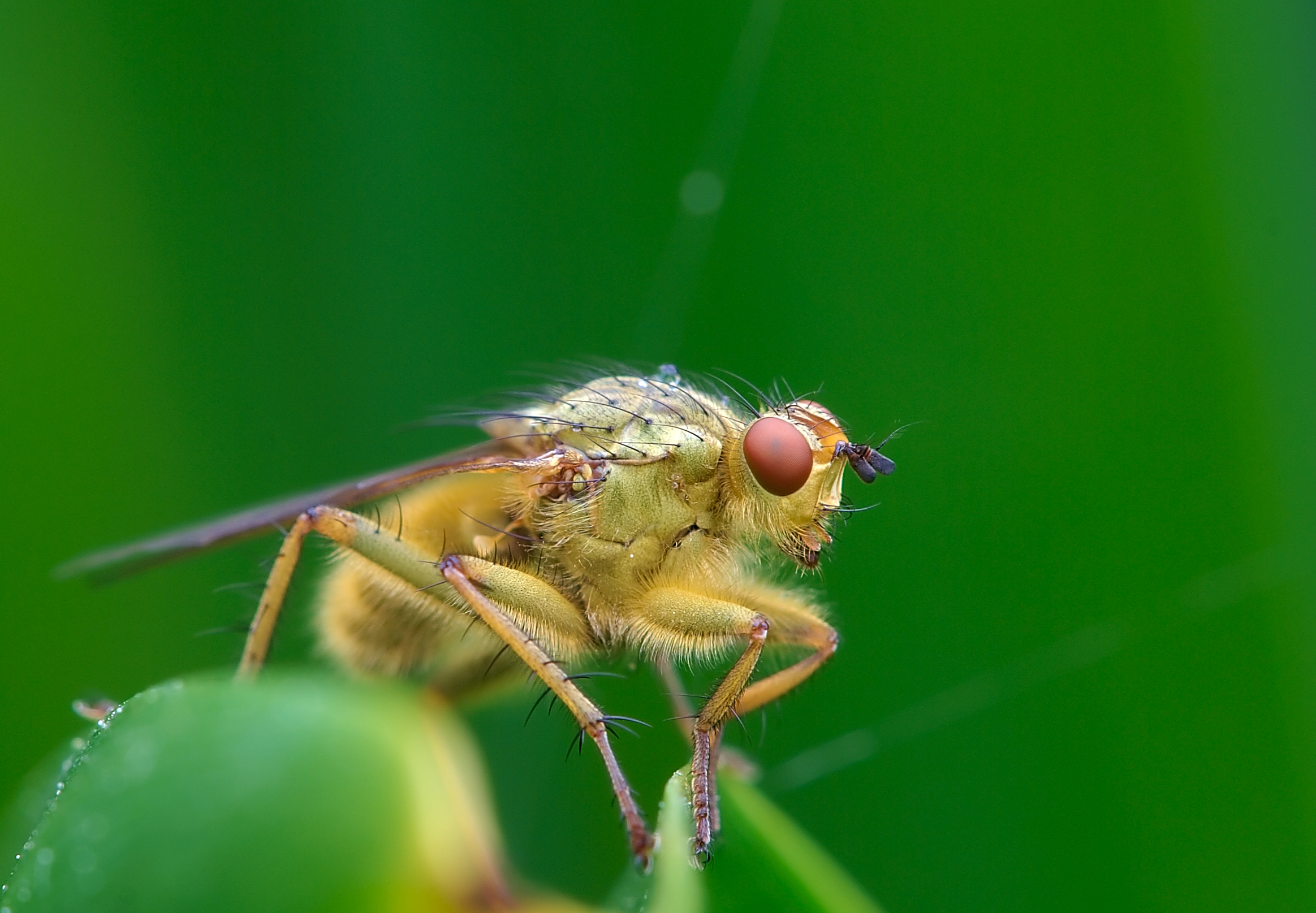
La scatophage du fumier, un des principaux diptères attirés par les bouses de vaches.

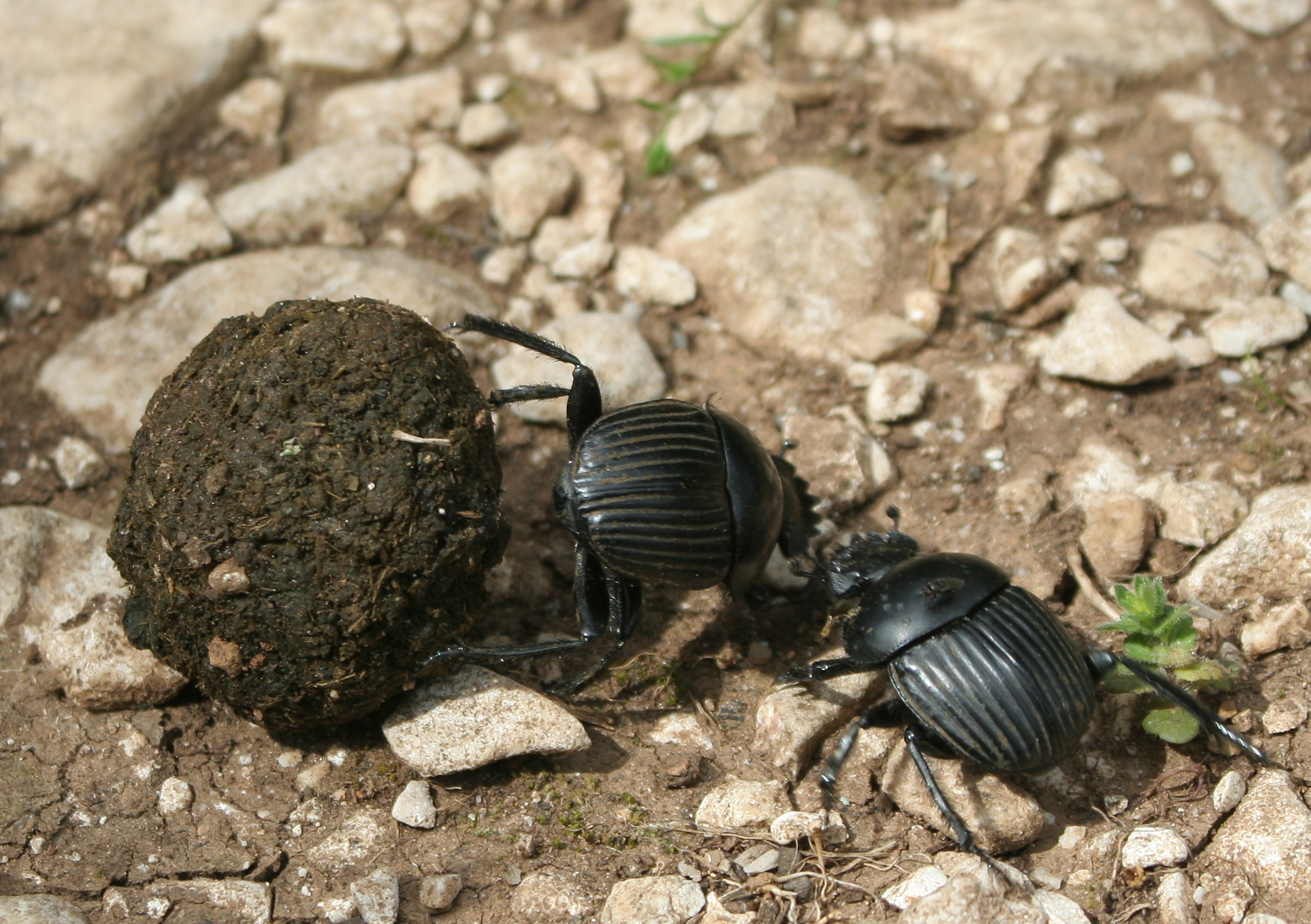
Scarabaeus laticollis est un bousier commun en Europe.

Les bouses de vaches sont riches en eau et en matière organique assimilable, ce qui en fait un milieu intéressant à exploiter par les insectes. Les premiers à arriver (à « abousir ») sont les mouches (dont notamment la scatophage du fumier), en moyenne dès 3,6 secondes après l’émission d’une bouse, attirés par son odeur caractéristique. C'est sur cet excrément qu'a lieu la parade sexuelle de ces mouches, avant que les femelles y pondent leurs œufs qui se développeront au centre de la bouse qui reste humide alors qu'il se forme une croûte sèche sur la partie extérieure. Les asticots de scatophage sont carnivores et se nourrissent également des autres larves présentes sur place. En tout, ce sont près d'une trentaine de diptères qui sont présents avec la scatophage dans l'écosystème formé par les bouses de vache, parmi lesquels on peut citer la mésembrine de midi ou les sepsidés. Après les mouches, ce sont les coléoptères qui arrivent sur place. 
En France, il y a par exemple 130 espèces de bousiers, dont Sphaeridium scarabaeoides qui creuse les trous bien visibles dans les bouses sèches, ou le célèbre scarabée sacré d’Égypte qui roule sa boule de bouse séchée qui servira de protection et de réserve de nourriture pour sa progéniture. La bouse attire également des papillons, des abeilles et même des escargots tel le zonite d’Algérie, un escargot méditerranéen ou des acariens. Cette vaste diversité biologique intéresse aussi certains prédateurs comme d'autres coléoptères, des oiseaux, des blaireaux, des marmottes ou encore des taupes qui viennent occasionnellement se nourrir sur place.
Les animaux coprophages jouent un rôle essentiel dans la chaîne alimentaire. Sous leur action, une bouse de vache est dégradée et entièrement intégrée au sol en 12 mois environ, alors qu'il faut attendre 36 à 48 mois sans eux. L'importance de ces animaux dans la chaîne alimentaire a été notamment démontrée en Australie : quand les vaches y ont été introduites, personne n'avait pensé que la faune locale n'était pas adaptée à la décomposition des bouses (les insectes coprophages des crottes de kangourous n'étant pas les mêmes). Faute d'être dégradées et intégrées au sol par les insectes coprophages, les bouses séjournaient très longtemps en surface, stérilisant des surfaces considérables de pâtures : en 1972, un million d'hectares était ainsi rendu inutilisable pour le bétail chaque année (surface des bouses augmentée du phénomène du refus). Cette faune spécialisée a donc dû être introduite dans les pâturages australiens. L'opération a été menée avec des précautions exemplaires pour éviter d'importer avec les insectes des maladies susceptibles de se répandre sur le continent.

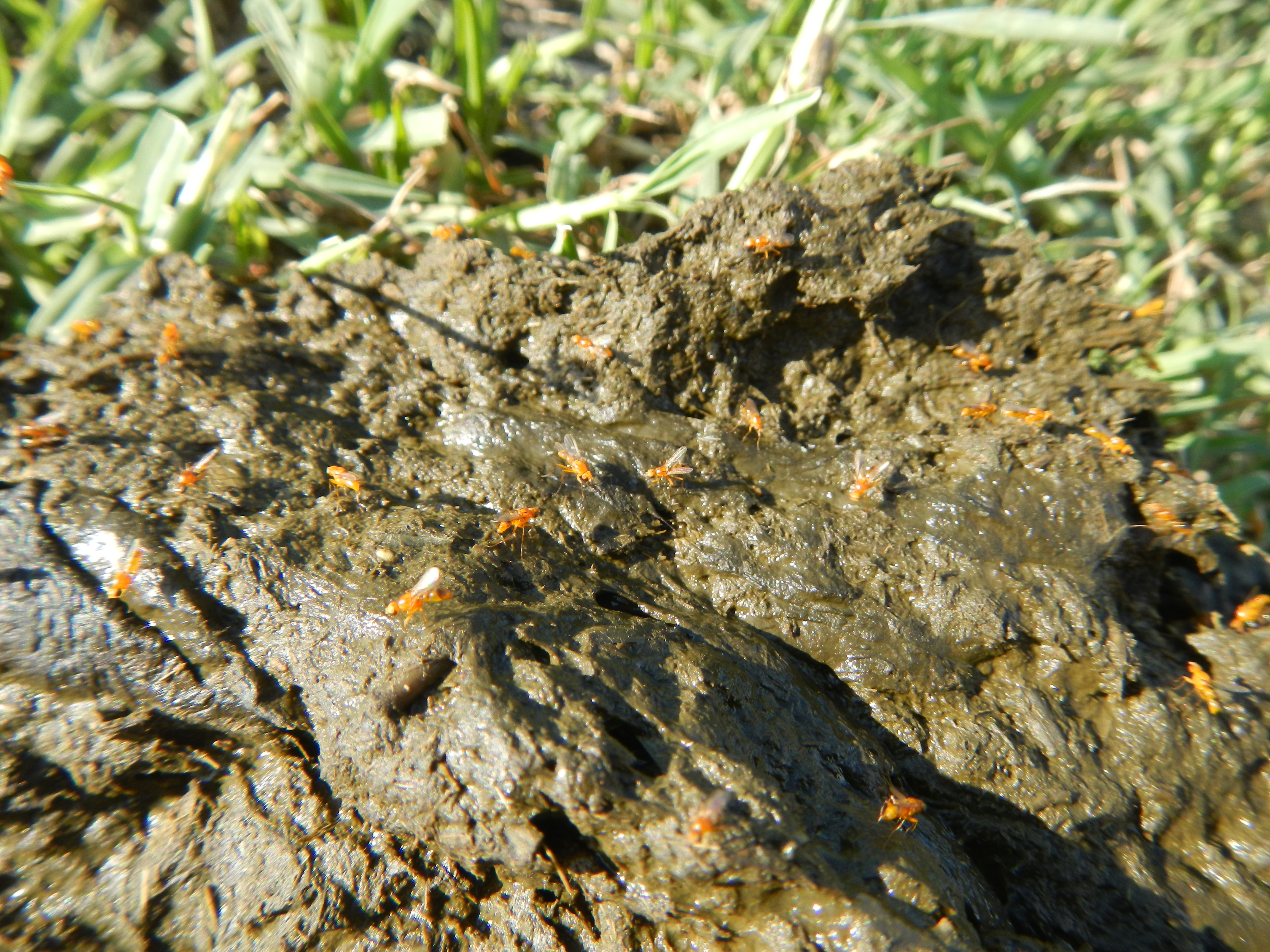
Bouse de vache, sur laquelle de petites mouches coprophages viennent pondre et se nourrir.
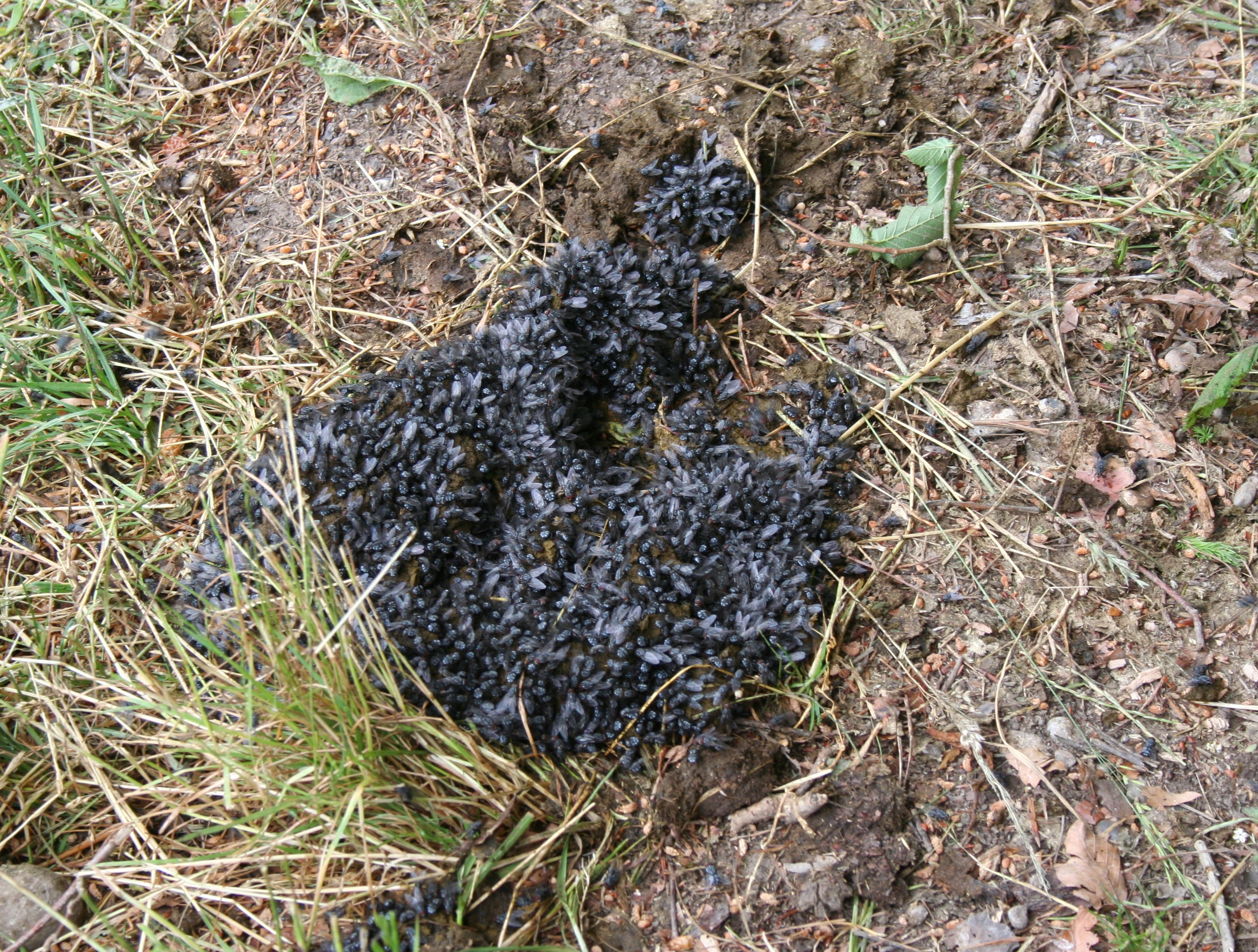
Bouse colonisée par une même espèce de mouche.
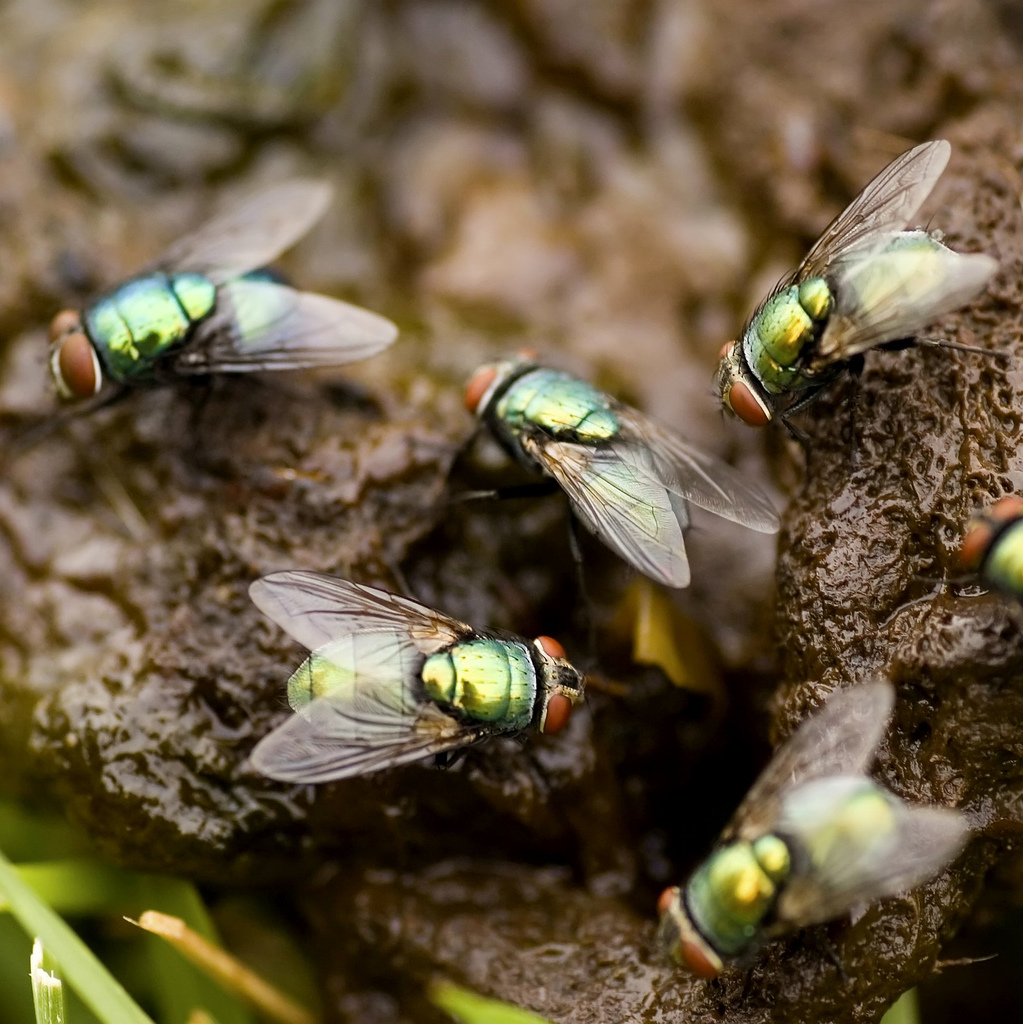
Mouches vertes sur bouse de vache (vue rapprochée).